# 丙酸银
丙酸银是银的丙酸盐，化学式为C3H5AgO2。

## 制备
丙酸银可由氧化银和丙酸在水中于50 °C反应得到。

## 性质
丙酸银在丙酸中的溶解度（单位：g/L）随着丙酸的浓度的上升而减小。溶解度曲线见下图：